# Augendusche

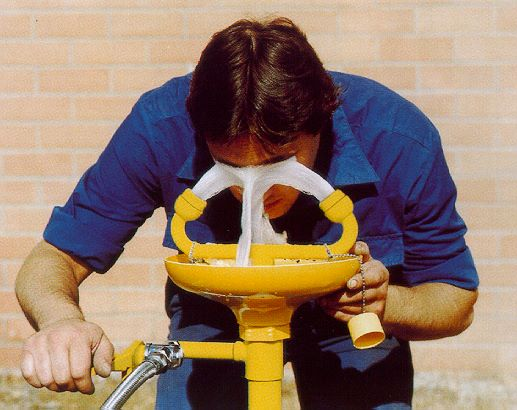
Augendusche

Rettungszeichen Augendusche nach ISO 7010

Die Augendusche ist eine technische Einrichtung zur Ersten Hilfe (Notdusche), die überwiegend in Laboratorien und Fertigungsbetrieben eingesetzt wird. Mit Hilfe der Augendusche können die Augen (und natürlich das Gesicht) gespült werden, um Fremdkörper zu entfernen oder Kontaminationen zu verdünnen, bis ein Arzt zur Weiterbehandlung eingreifen kann. Sie wird vom Verletzten selbst oder von Dritten bedient.
Die Anforderungen an Augenduschen sind, wie jene von anderen Notduscheneinrichtungen, innerhalb der Europäischen Union in der Normengruppe DIN EN 15154 und der USA in der ANSI / ISEA Z358.1 genormt.
Man unterscheidet fest an das Trinkwassernetz angeschlossene Systeme (DIN EN 15154 Teil 2) und tragbare Einheiten, genannt Augenspülflaschen (DIN EN 15154 Teil 4). Tragbare Augenspülflaschen in Kombination mit einer speziellen Spülflüssigkeit gehören u. a. zur Ausrüstung der Fahrzeuge, die im Rettungsdienst eingesetzt werden, sie werden aber auch zusätzlich zu fest installierten Augenduschen in Labor, Industrie, Logistik und Handwerk eingesetzt.

Augenduschen mit Wasseranschluss: EN 15154-2:2006-2
Die EN 15154 Teil 2 regelt die Anforderungen an Augenduschen im Allgemeinen, gilt also für das Labor und für die Industrie. Wichtig ist der Verweis auf einen effektiven Verschmutzungsschutz der Wasseraustrittsöffnungen.
Volumenströme von Augenduschen:
Die minimal erforderliche Wassermenge von 6 Litern/Minute bei Augenduschen gilt für alle Anwendungsgebiete und ist unabhängig von der Zahl der Austrittsöffnungen.
Die Strahlhöhe soll 100 bis 300 mm betragen, bevor der Strahl kippt oder zusammenfällt. Erwähnenswert ist die Tatsache der völligen Gestaltungsfreiheit beim Strahlbild. Weder die Art des Strahls noch die Anzahl der Austrittsöffnungen ist definiert.

Augenduschen ohne Wasseranschluss: EN 15154-4:2009-07
Die EN 15154 Teil 4 beschreibt Augenspülflaschen, welche sich gut zur Verwendung direkt an der Arbeitsstelle oder am Nutzer eignen. Eine Verwendung anstelle von Augenduschen gemäß Teil -2 nicht zulässig, wenn an der Verwendungsstelle Trinkwasser vorhanden ist gemäß der Laborrichtlinie der BG RCI.